# 헨리 O. 갓원

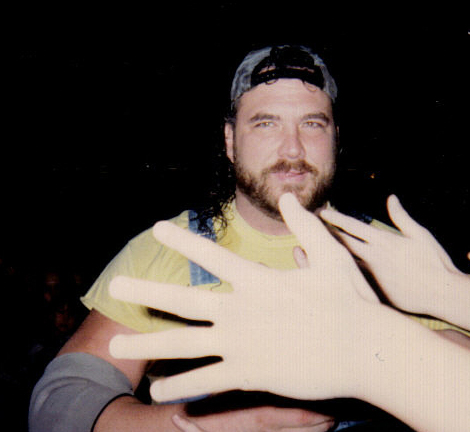

헨리 오 갓윈(Henry O. Godwinn)은 본명은 마크 캔터베리(Mark Canterbury, 1964년 3월 16일 ~ )다. 키는 193 cm 몸무게는 135kg이다. 미국의 남자 프로레슬링선수며 전에 WCW, WWF활동을 하는 사람이다. 일명 돼지우리복장으로 등장하는 사람이다. 피니쉬는 슬랍 드롭(리버스 DDT), 펌프핸들 슬램으로 사용을 한다.

## 수상
- ICWA 태그팀 챔피언 1회 - 크래쉬 더 터미네이터 (1회)
- PWI 랭크드 힘 #106 오브 더 탑 500 싱글즈 레슬링 인 더 PWI 500 인 1996
- 워스트 태그팀 (1996, 1997) - 피니어스 아이 갓윈
- WWF 태그팀 챔피언 2회 - 피니어스 아이 갓윈 (2회)
- 슬래미 어워드 1회
  - 모스트 스멜리트 (1994) - 듀크 드로이스